# Björn Jakobsson
Björn Jakobsson (1959) è un ex sciatore alpino svedese.

## Biografia
Jakobsson vinse la medaglia di bronzo nello slalom speciale agli Europei juniores di Kranjska Gora 1977 e gareggiò almeno fino al 1978; non prese parte a rassegne olimpiche e non ottenne piazzamenti in Coppa del Mondo o ai Campionati mondiali.

## Palmarès

### Europei juniores
- 1 medaglia[1]:
  - 1 bronzo (slalom speciale a Kranjska Gora 1977)